# Мансо, Фернандо
Фернандо Мансо (исп. Fernando Manso; род. 1961, Мадрид) — испанский фотограф.

## Биография
Начинал как фотограф самоучка. В 1990 году начинает работать в рекламе, принимая участие в крупных рекламных кампаниях, создании книг и корпоративной печатной продукции. В 2006 году прошла его первая персональная выставка, основной темой которой стал туман. В 2007 году издал книгу фотографий о парусном спорте. Тогда же Фонд Canal Isabel II представляет его работу «Гармония». В 2008 году выставляет, совместно с Ars Fundum фотографии Исландии и озёр. В этом же году выставляется в Ла Корунье на выставка «Натюрморт XXI века» и представляет художественное видение 20 рецептов известных испанских поваров.
Тогда же проходит Арт Бьеннале в Севилье, где выставлены его работы «Японские ветки».
В 2008 году он снимает «Неизвестный Мадрид» (исп. Madrid Inédito) — цикл из 110 фотографий о столице Испании, уведённой в неожиданном ракурсе. Книга выходит в 2009 и становится событием в мире фотографии.
В 2009 году Фернандо Мансо выставляет 31 работу из фотокниги в Москве и в самом Мадриде, на улице Виктор Мануэль и в знаменитом здании Почтамта на Пуэрта дель Соль.
В октябре 2009 года Королевская гастрономическая академия присваивает Фернандо Мансо национальную премию в области искусств за заслуги в гастрономической фотографии.
Летом 2012 проходит его выставка в Боготе, Колумбия.
В октябре 2012 выходит его альбом «Испания», где представлены 103 фотографии из самых укромных уголков Испании. Предисловие к альбому написал Антонио Лопес, один из самых известных художников современной Испании. , который отметил, что индивидуальный стиль Фернандо Мансо состоит в постоянном поиске тайны бытия.